# Індекс Альговера
Індекс Альговера (також Альцговера, Альтговера) — це число отримане математичним численням, яке вказує на стадію шоку у людини. 
Шоковий індекс визначають за формулою PS/АТс , де PS - пульс або частота серцевих скорочень (ЧСС), якщо є аритмія, то частота серцевих скорочень, АТс — систолічний артеріальний тиск. У нормі індекс Альговера дорівнює 0,5.
Зростання показника Ш.і. свідчить про збільшення порушень в організмі, які можуть бути критичними і навіть незворотніми, та призвести до термінального стану і смерті.
За величиною індексу також можна зробити висновки про величину крововтрати при кровтечі.
Необхідно звернути увагу на те, що індекс Альговера не інформативний у пацієнтів із гіпертонічною хворобою.
Значення:
- при індексі, рівному 1 (наприклад: PS / АТс = 100/100), обсяг крововтрати складає 20% ОЦК, що відповідає 1 - 1,2 л у дорослої людини;
- при індексі, рівному 1,5 (наприклад: PS / АТс = 120/80), обсяг крововтрати складає 20% - 40% ОЦК, що відповідає 1,5 - 2 л у дорослої людини; 
- при індексі, рівному 2 (наприклад: PS / АТс = 120/60), обсяг крововтрати складає понад 40% ОЦК, тобто більше 2,5 л крові.
примітка: ОЦК - об'єм циркулюючої крові.